# カルガリーハリケーンズ
カルガリー・ハリケーンズは、日本のかつて存在したプロレスユニット。

## 概要
1985年、新日本プロレスに所属していたスーパー・ストロング・マシン、ヒロ斎藤、高野俊二（現：高野拳磁）の3人が結成したユニットで、新日本を離脱後、ジャパンプロレス自主興行を経て、全日本プロレスを主戦場とした。その際には、当時長州力に反旗を翻したキラー・カーンや、阿修羅・原と組んでいたこともある。
新日離脱→全日へ即参戦、とならなかったのは、ジャイアント馬場が、離脱を仕掛けたジャパンプロレスの大塚直樹より何も聞かされておらず、新日およびテレビ朝日との契約期間が残っていた彼らの起用を渋ったことによる。
また、全日参戦までの間、当時早乙女愛が所属していた芸能事務所とマネジメント契約を結び、『タモリ倶楽部』や『冗談画報』などのテレビ番組に積極的に出演していたが、全日参戦による全日および日本テレビとの契約により、その関係は途切れる。その関係で『全日本プロレス中継』ではハリケーンズの試合が1986年3月まで中継されず、同年4月の正式参戦（正式参戦初戦は4月1日の「'86チャンピオン・カーニバル」第4戦リージョンプラザ上越大会）からとなった。これと引き換えに国際血盟軍メンバーのうち剛竜馬、高杉正彦、アポロ菅原の3人は「エキサイティング・ウォーズ'86」シリーズ中の同年3月2日を以って全日を解雇となっている。
命名の由来は、かつて3人が修行したスチュ・ハート主宰のスタンピード・レスリングの本拠地、カナダのカルガリーからきていて、『カルガリーから来た3人が、嵐を巻き起こす』と言う意味から名付けられた。本来、この3人に将軍KYワカマツとザ・コブラの5名で結成予定であったが、ワカマツは契約期間が残っていた事から離脱を回避して不参加。ザ・コブラが参加しなかった理由は不明。
現在の様々な団体に出場するプロレスチームの先駆者とも言える存在だが、元々団体ではなく、ユニットのため、興行を行える力もなく、また、3人共当時は若手レスラーだったため、全日内での発言力も弱く、2年間の活動の後、チームは解散し、マシンとヒロはリキプロ軍団と合流した上で新日へ復帰、俊二は全日へ入団する。

## メンバー
- スーパー・ストロング・マシン
- ヒロ斎藤
- 高野俊二（現：高野拳磁）

## テーマ曲
- ハリケーンズ・バム（作曲：福来良夫）